# Orthoceras strictum
Espèce
Orthoceras strictum est une espèce de plantes à fleurs de la famille des Orchidaceae (les orchidées). C'est une plante à port dressé trouvée dans l'est et le sud de l'Australie ainsi qu'en Nouvelle-Zélande, Nouvelle-Calédonie et Nouvelle-Guinée. Elle mesure de 20 à 60 cm de hauteur. On la trouve souvent dans les zones herbeuses humides. Les petites fleurs de couleur marron se forment au printemps et en été. Une bande jaune dans la partie inférieure de la fleur aide à son identification.
L'échantillon initial a été recueilli à Sydney en décembre 1802. Et en 1810, cette espèce est apparue dans la littérature scientifique, dans le Prodromus Florae Novae Hollandiae rédigé par le botaniste écossais Robert Brown.

## Liste d'espèces
Selon World Checklist of Selected Plant Families (WCSP) (26 déc. 2010) :
- Orthoceras strictum R.Br. (1810)